# Zollamt (Quedlinburg)

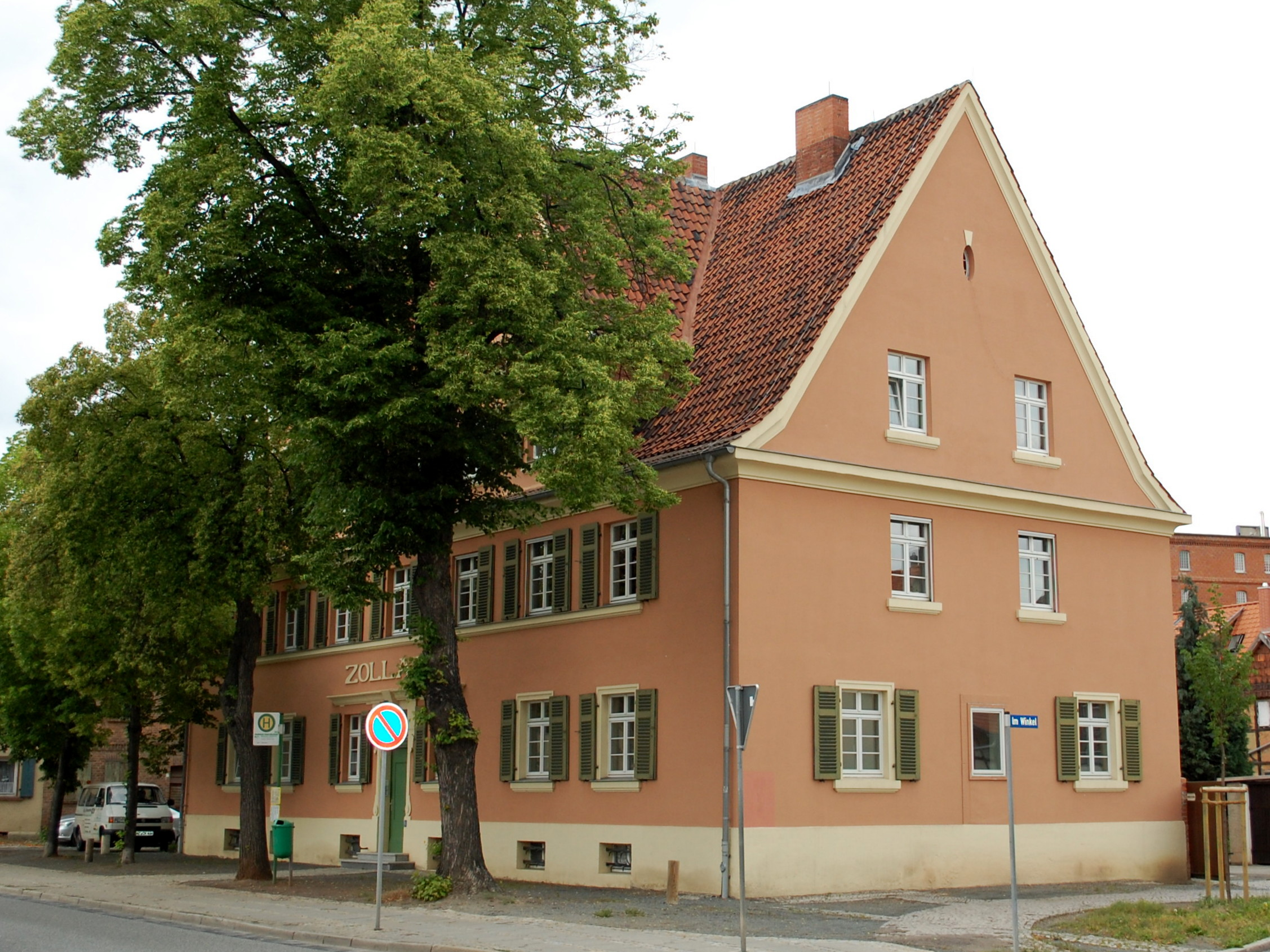
Zollamt

Das Zollamt ist ein denkmalgeschütztes Haus in Quedlinburg in Sachsen-Anhalt.

## Lage
Das im Quedlinburger Denkmalverzeichnis eingetragene Gebäude befindet sich südlich der historischen Quedlinburger Altstadt und des Schlossberges an der Adresse Kaiser-Otto-Straße 26.

## Architektur und Geschichte
Das zweigeschossige verputzte Gebäude entstand im Jahr 1923 als Verwaltungsgebäude nach Plänen des Architekten Schuhmacher. Die Gestaltung zitiert Formen der Renaissance und der Architektur von Herrenhäusern. So finden sich Zwerchhäuser und zum Hof hin ein polygonaler Treppenturm. Auffällig an der breit gelagerten straßenseitigen Fassade ist der Einsatz von Fensterläden. Bemerkenswert ist auch das Oberlicht über der Haustür. Über dem Eingang befindet sich der große Schriftzug ZOLLAMT. Vor dem Gebäude befindet sich ein mit Linden bepflanzter Platz.
Der Bau des Zollamtes steht im Zusammenhang mit dem Quedlinburger Samenhandel, der zeitweise weltweite Bedeutung hatte.